# Alpinacris
Alpinacris is een geslacht van rechtvleugeligen uit de familie veldsprinkhanen (Acrididae). De wetenschappelijke naam van dit geslacht is voor het eerst geldig gepubliceerd in 1967 door Bigelow.

## Soorten
Het geslacht Alpinacris omvat de volgende soorten:
- Alpinacris crassicauda Bigelow, 1967
- Alpinacris tumidicauda Bigelow, 1967